# 3773 Smithsonian
3773 Smithsonian è un asteroide della fascia principale. Scoperto nel 1984, presenta un'orbita caratterizzata da un semiasse maggiore pari a 2,1660704 UA e da un'eccentricità di 0,1835573, inclinata di 1,32744° rispetto all'eclittica.
L'asteroide è stato dedicato alla Smithsonian Institution in occasione delle celebrazioni per il centenario del suo osservatorio astrofisico.